# Concerto pour détraqués
Albums de Bérurier Noir
Nada 84 Joyeux Merdier
Concerto pour détraqués est le deuxième album du groupe Bérurier Noir, sorti en 1985 sur le label Bondage Records.
Concerto pour détraqués reste l’un des albums de référence du groupe, en raison de la présence sur celui-ci de nombreux des classiques de Bérurier Noir : Vivre Libre ou Mourir, Le Renard, Porcherie, Hélène et le Sang, Salut à toi (sur la version CD), etc.

## Historique
Dans la lignée de l’album précédent (Macadam massacre), la musique des chansons de Concerto pour détraqués reste assez rudimentaire, s’appuyant toujours sur la même recette (guitare et boîte à rythme). On note malgré tout l’apparition d’un saxophone et la présence de chœurs sur plusieurs chansons.
Les textes sont pour la plupart graves et engagés. Les chansons s’en prennent ainsi au viol (Hélène et le sang), à l’internement psychiatrique (Les Éléphants), aux horreurs et exactions du monde en général (Porcherie), incitent à la révolte (Petit agité, Le Renard, Les rebelles, Vivre libre ou Mourir) ou dressent un portrait sinistre de la société (Il tua son petit frère, Conte cruel de la jeunesse).
Si l’album dans son ensemble est plutôt sombre, on note quand même quelques titres assez gais ou joyeux (Commando Pernod, J’aime pas la soupe).
Les titres du maxi Joyeux Merdier, ainsi que le titre Nada 84 seront compilés en 2004 sur la version CD de Concerto pour détraqués.
La chanson Porcherie ne contient la fameuse phrase « La jeunesse emmerde le Front national » qu'en version live, pas sur l'album.
Dans la chanson Le renard, on peut entendre le même de guitare que dans Fight Fire With Fire de l'album Ride the Lightning de Metallica, sortie 1 an avant.

## Accueil de la critique
Selon l'édition française du magazine Rolling Stone, Concerto pour détraqués est le 52e meilleur album de rock français. Il est également inclus dans l'ouvrage de Philippe Manœuvre, Philippe Manœuvre présente : Rock français, de Johnny à BB Brunes, 123 albums essentiels.
Erwan Marcil écrit dans Conte cruel de la Jeunesse en 1997 : « Onze morceaux balancés comme autant de tableaux vitriolés d’une société passée au crible par une jeunesse qui n’en peut plus de subir. Ni les beaufs qui leur tirent dessus, ni les porcs qui hurlent au racisme, ni la psychiatrie reine de la lobotomie aveugle et aliénante, ni la politique des politichiens, ni les tontons violeurs, ni toutes les autres saloperies que lui réserve l’avenir. Cette jeunesse voudrait enfin pouvoir marcher libre dans la rue et laisser éclater sa rage de vivre.  Bérurier Noir exprime tous ces désirs constamment refoulés par le monde adulte. Les guitares se font plus agressives, la voix incisive, tandis que le saxo de Paskal Kung-Fou apparait pour accentuer l'angoisse de certains titres. Autant "Macadam Massacre" était le testament d'une jeunesse de banlieue, autant "Concerto Pour Détraqués" marque une prise de conscience et un refus de la fatalité. »
L'album reçoit les notes suivantes :
- 7,4 sur 10 chez Senscritique[4]
- 5 sur 6 chez gutsofdarkness.com [5]
- 14,25 sur 20 chez metalorgie.com[6]
- 3 sur 5 chez Forces Naturelles[7]
- 5 sur 5 chez Nightfall[1]

## Liste des titres
1. Petit agité - 2:36
2. Vivre libre ou mourir - 3:54
3. Conte cruel de la jeunesse - 4:42
4. Le renard - 2:50
5. Les rebelles - 2:10
6. Porcherie - 2:29
7. Commando Pernod - 3:15
8. Les éléphants - 1:51
9. Fils de - 2:56
10. Hélène et le sang - 3:11
11. Il tua son petit frère - 3:07

### Réédition CD
1. Nada 84 (sur la version CD uniquement) - 3:39
2. Petit agité - 2:36
3. Vivre libre ou mourir - 3:54
4. Conte cruel de la jeunesse - 4:42
5. Le renard - 2:50
6. Les rebelles - 2:10
7. Porcherie - 2:29
8. Commando Pernod - 3:15
9. Les éléphants - 1:51
10. Fils de - 2:56
11. Hélène et le sang - 3:11
12. Il tua son petit frère - 3:07
13. La mère Noël (sur la version CD uniquement) - 3:13
14. J’aime pas la soupe (sur la version CD uniquement) - 2:16
15. Vive le feu (sur la version CD uniquement) - 4:19
16. Salut à toi (sur la version CD uniquement) - 4:30
17. Nada 84
18. Bûcherons (piraté par un autonome)
19. Lobotomie(je ne crains plus la loi)